# Brycinus sadleri
Brycinus sadleri là một loài loài cá vây tia trong họ Alestiidae. Chúng được tìm thấy ở Burundi, Kenya, và Uganda. Các môi trường sống tự nhiên của chúng là sông và hồ nước ngọt. Nó không được IUCN xem là loài bị đe dọa.